# Riding Panjang (Merawang)
Riding Panjang is een bestuurslaag in het regentschap Bangka van de provincie Bangka-Belitung, Indonesië. Riding Panjang telt 2883 inwoners (volkstelling 2010).